# Epilobium prionophylloides
Epilobium prionophylloides là một loài thực vật có hoa trong họ Anh thảo chiều. Loài này được Hand.-Mazz. mô tả khoa học đầu tiên năm 1909.